# Yuki Tsunoda
Yuki Tsunoda (角田 裕毅 Tsunoda Yūki?, Sagamihara, Kanagawa, Japón; 11 de mayo de 2000) es un piloto de automovilismo japonés. En 2018 ganó el Campeonato de Japón de Fórmula 4 y fue tercero del Campeonato de Fórmula 2 de la FIA en 2020 como miembro del Equipo Júnior de Red Bull. Desde 2021 compitió en la Fórmula 1 con la escudería AlphaTauri hasta 2023, tras una reestructuración del equipo en 2024 y 2025 corrió con el equipo RB/Racing Bulls, siendo ascendido a Red Bull este último año a partir del Gran Premio de Japón.

## Carrera deportiva
Tsunoda nació el 11 de mayo de 2000 en Sagamihara, Kanagawa. Estudió en la Escuela Primaria Internacional LCA y en el Instituto Superior de la Universidad Nihon antes de transferirse al Instituto Wako en abril de 2017. Tsunoda comenzó sus estudios en la Facultad de Gestión Deportiva de la Universidad Nippon de Ciencias del Deporte en abril de 2019, pero posteriormente se tomó una excedencia y finalmente se retiró para concentrarse en su carrera deportiva.
Comenzó su carrera en 2005 a la edad de 4 años, cuando se subió a un kart. En 2010 participó en la clase Junior del Campeonato JAF All Japan Kart.  En 2013, ganó un campeonato de karts regional. En el  Campeonato JAF All Japan Kart Championship de 2015, ocupó el segundo lugar.
Tsunoda hizo su debut en el monoplazas en 2016 cuando participó en el penúltimo fin de semana de carrera del Campeonato Japonés de Fórmula 4 en Suzuka, donde corrió para el Sutekina Racing Team. Inmediatamente terminó segundo y cuarto en las carreras, quedando decimosexto en el campeonato con 30 puntos. Corrió de nuevo en este campeonato en 2017 para el equipo Honda Formula Dream Project (Motopark Academy). Ganó tres carreras, una en Okayama, otra en Fuji y la última en Suzuka. Con 173 puntos, terminó tercero detrás de Ritomo Miyata y Ukyo Sasahara.
En 2018 Tsunoda repitió en la Fórmula 4 Japonesa. Al comienzo de la temporada, ganó cinco carreras seguidas en los circuitos de Okayama, Fuji (dos veces) y Suzuka (dos veces). Más adelante consiguió dos victorias más en Sportsland SUGO y Twin Ring Motegi. Sin embargo, debido a diversas carreras en las que no consiguió puntos, no fue hasta la última carrera de la temporada en Motegi cuando se coronó campeón después de una larga batalla con su compañero de equipo Teppei Natori. Terminó la temporada con 245 puntos.

### Fórmula 3 y Fórmula 2

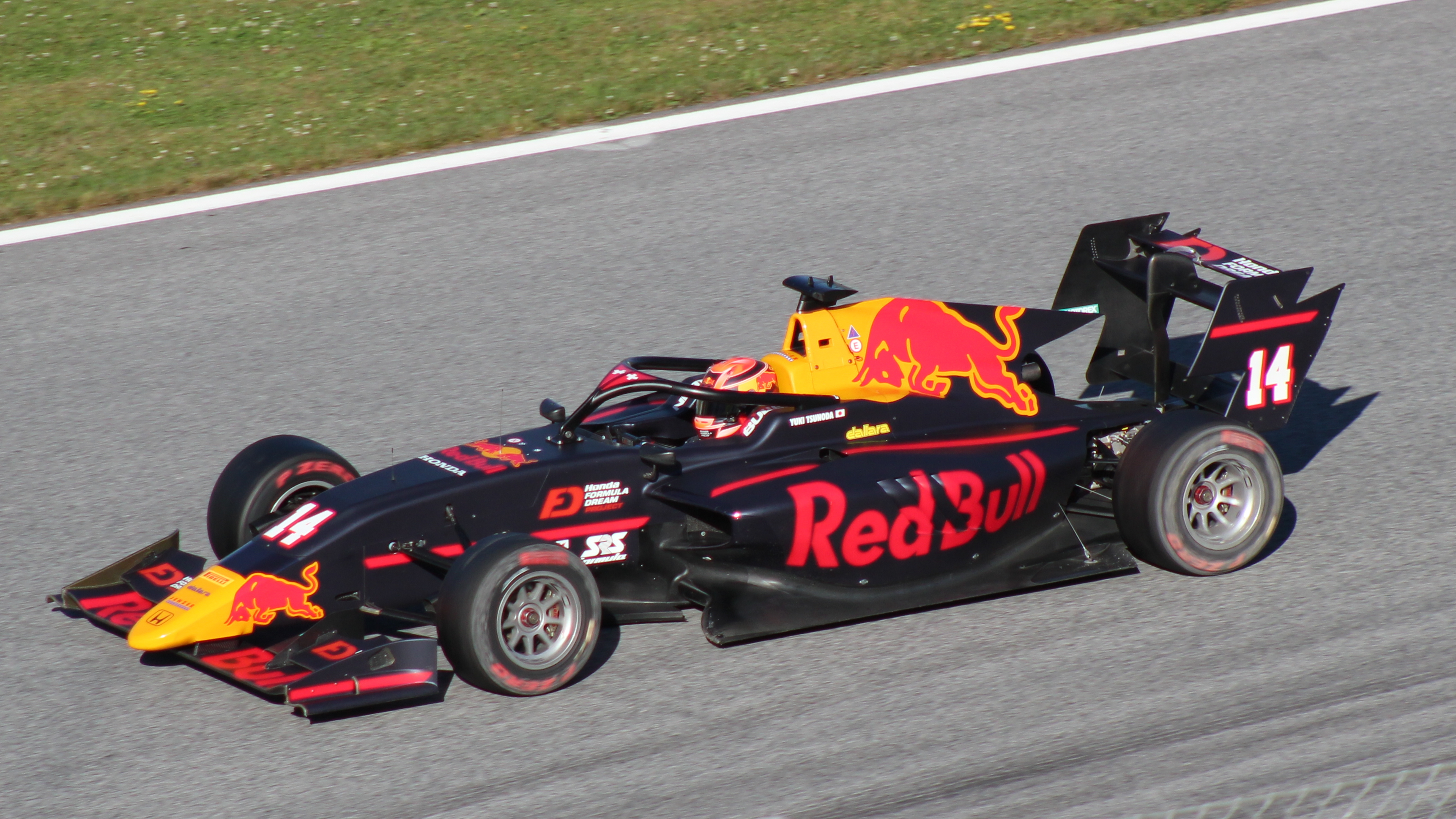
Tsunoda en Fórmula 3 2019.

En 2019, Tsunoda hizo su debut en el nuevo Campeonato de Fórmula 3 de la FIA, en el que juega para el equipo Jenzer Motorsport. También fue llamado al Red Bull Junior Team, el programa de entrenamiento del equipo Red Bull Racing de Fórmula 1, como parte de la nueva relación del equipo con Honda. 
Fue noveno en la F3 con una victoria en Monza. Por otro lado, quedó cuarto en la Eurofórmula Open (saltándose dos rondas), también con una victoria.
Al año siguiente ingresó a la Fórmula 2 con el equipo Carlin. En la segunda ronda de Spielberg, hizo la pole position para la carrera larga y finalizó segundo en la misma. Dos más adelante, la ronda de Silverstone 1, también tuvo al japonés en el podio. Tsunoda ganó por primera vez en la carrera corta de Silverstone 2 y repitió en Spa y Baréin 2, finalizando la temporada en el tercer puesto de la tabla general.

### Fórmula 1
Desde 2019 es miembro del Equipo Júnior de Red Bull. En agosto de 2020, el director deportivo de Scuderia AlphaTauri Franz Tost, anunció que Tsunoda participaría en los tests de postemporada en el circuito Yas Marina. Dos meses después, fue confirmado que manejará el Toro Rosso STR13 en el Autodromo Enzo e Dino Ferrari con el objetivo de lograr 300 kilómetros para obtener la Superlicencia de la FIA. En dicha prueba completó un total de 352 kilómetros.

#### AlphaTauri/RB/Racing Bulls (2021-2025)

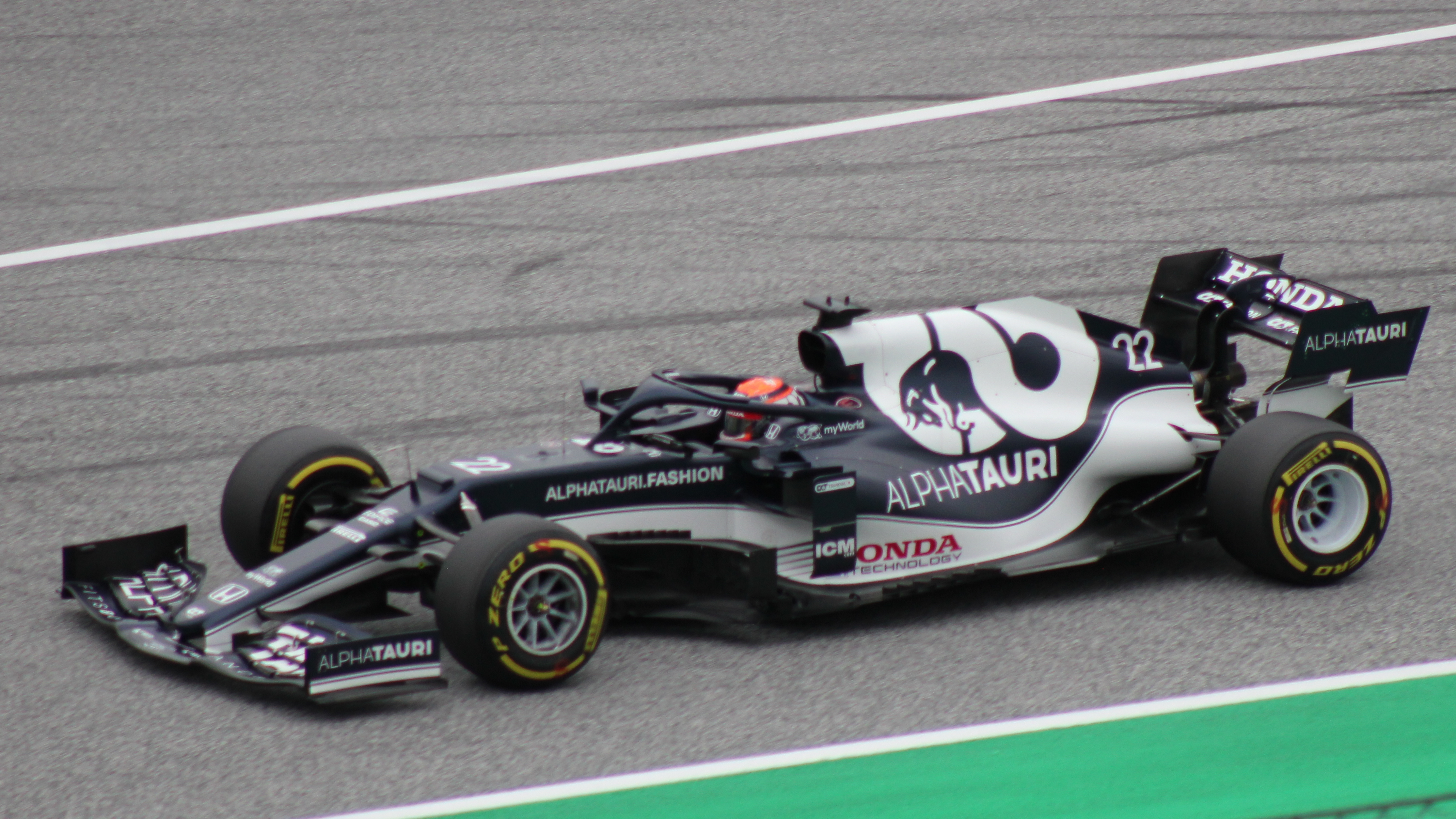
Tsunoda manejando su AlphaTauri AT02 en el GP de Austria de 2021.

El 16 de diciembre de 2020, fue confirmado su fichaje por AlphaTauri para disputar la temporada 2021, junto a Pierre Gasly. Un día antes, disputó los entrenamientos postemporada con el mismo equipo, estableciendo el quinto mejor tiempo de la sesión.
En su carrera debut, en Baréin, logró sus primeros puntos finalizando en la novena posición. En el resto de la primera mitad de año volvió a sumar puntos en los Grandes Premios de Azerbaiyán, Estiria, Gran Bretaña y Hungría, donde fue sexto. En la segunda mitad sumó en dos ocasiones: Estados Unidos y Abu Dabi. En este, el último de la temporada, finalizó cuarto, siendo además el mejor resultado de la escudería en todo el año (Gasly fue quinto).
Tsunoda logró un total de 32 puntos y acabó en el puesto 14 del campeonato de pilotos, mientras que Gasly sumó 110 y acabó noveno.
En 2022 el japonés finalizó con 13 puntos, a 10 de Pierre, en una temporada complicada para el equipo mismo, a pesar de empezar la temporada con un octavo lugar.
En 2023, a pesar de que el coche no era el mejor (peor que el año pasado), mostró mucho mejor rendimiento, obteniendo 17 puntos, en dicha temporada corrió con tres compañeros distintos (Nyck de Vries, Daniel Ricciardo y Liam Lawson), siendo octavo su mejor resultado en una carrera larga y sexto en una carrera sprint. Siguió corriendo para dicho equipo en 2024, que cambiará de nombre.

#### Red Bull (2025)

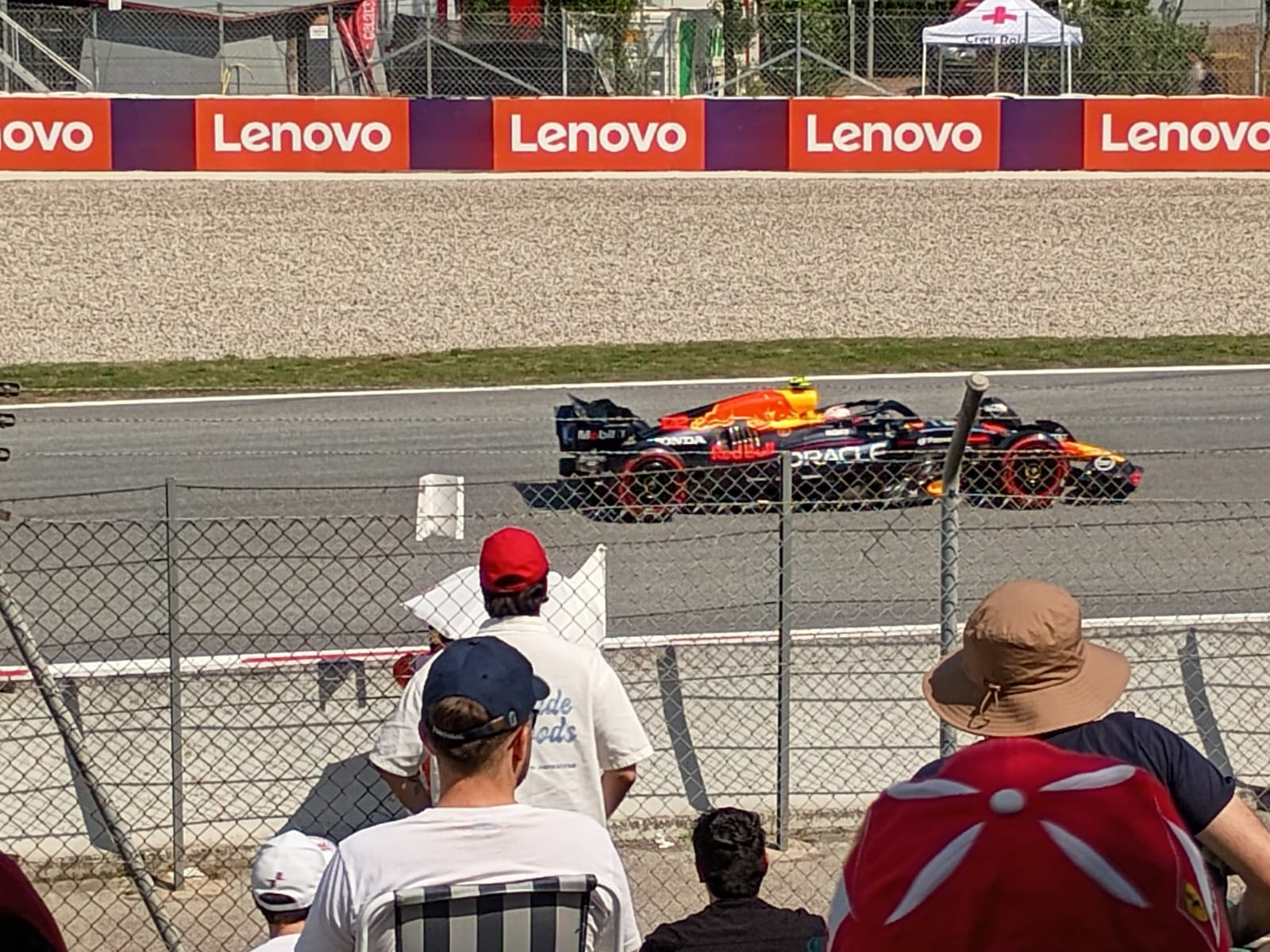
Yuki Tsunoda en el GP de España 2025

Tras dos carreras y un bajo desempeño de su excompañero Liam Lawson en Red Bull, el 27 de marzo de 2025 fue anunciado el ascenso de Tsunoda al equipo principal a partir del Gran Premio de Japón, mientras que Lawson volverá a Racing Bulls.

## Resumen de carrera
| Temporada | Categoría                         | Equipo                                      | Carreras          | Victorias         | Poles             | VR                | Podios            | Puntos            | Pos.              |
| --------- | --------------------------------- | ------------------------------------------- | ----------------- | ----------------- | ----------------- | ----------------- | ----------------- | ----------------- | ----------------- |
| 2016      | Campeonato de Japón de Fórmula 4  | Sutekina Racing Team                        | 2                 | 0                 | 0                 | 0                 | 1                 | 30                | 16.º              |
| 2017      | Campeonato de Japón de Fórmula 4  | Honda Formula Dream Project                 | 14                | 3                 | 2                 | 1                 | 6                 | 173               | 3.º               |
| 2018      | Campeonato de Japón de Fórmula 4  | Honda Formula Dream Project                 | 14                | 7                 | 8                 | 4                 | 11                | 245               | 1.º               |
| 2019      | Eurofórmula Open                  | Motopark                                    | 14                | 1                 | 0                 | 3                 | 6                 | 151               | 4.º               |
| 2019      | Campeonato de Fórmula 3 de la FIA | Jenzer Motorsport                           | 16                | 1                 | 0                 | 1                 | 3                 | 67                | 9.º               |
| 2019      | Gran Premio de Macao              | Hitech Grand Prix                           | 1                 | 0                 | 0                 | 0                 | 0                 | N/A               | 11.º              |
| 2020      | Toyota Racing Series              | M2 Competition                              | 15                | 1                 | 0                 | 0                 | 3                 | 257               | 4.º               |
| 2020      | Campeonato de Fórmula 2 de la FIA | Carlin                                      | 24                | 3                 | 1                 | 1                 | 7                 | 200               | 3.º               |
| 2020      | Fórmula 1                         | Scuderia AlphaTauri Honda                   | Piloto de pruebas | Piloto de pruebas | Piloto de pruebas | Piloto de pruebas | Piloto de pruebas | Piloto de pruebas | Piloto de pruebas |
| 2021      | Fórmula 1                         | Scuderia AlphaTauri Honda                   | 21                | 0                 | 0                 | 0                 | 0                 | 32                | 14.º              |
| 2022      | Fórmula 1                         | Scuderia AlphaTauri                         | 21                | 0                 | 0                 | 0                 | 0                 | 12                | 17.º              |
| 2023      | Fórmula 1                         | Scuderia AlphaTauri                         | 21                | 0                 | 0                 | 1                 | 0                 | 17                | 14.º              |
| 2024      | Fórmula 1                         | Visa Cash App RB Formula One Team           | 24                | 0                 | 0                 | 0                 | 0                 | 30                | 12.º              |
| 2024      | Fórmula 1                         | Oracle Red Bull Racing                      | Piloto de pruebas | Piloto de pruebas | Piloto de pruebas | Piloto de pruebas | Piloto de pruebas | Piloto de pruebas | Piloto de pruebas |
| 2025      | Fórmula 1                         | Visa Cash App Racing Bulls Formula One Team | Disputándose      | Disputándose      | Disputándose      | Disputándose      | Disputándose      | Disputándose      | Disputándose      |
| 2025      | Fórmula 1                         | Oracle Red Bull Racing                      | Disputándose      | Disputándose      | Disputándose      | Disputándose      | Disputándose      | Disputándose      | Disputándose      |
| Fuente:   |                                   |                                             |                   |                   |                   |                   |                   |                   |                   |

## Resultados

### Campeonato de Fórmula 3 de la FIA
(Clave) (negrita indica pole position) (cursiva indica vuelta rápida puntuable)

| Año  | Escudería         | 1   | 1   | 2   | 2   | 3   | 3   | 4   | 4   | 5   | 5   | 6   | 6   | 7   | 7   | 8   | 8   | Pos. | Puntos | Ref.   |
| ---- | ----------------- | --- | --- | --- | --- | --- | --- | --- | --- | --- | --- | --- | --- | --- | --- | --- | --- | ---- | ------ | ------ |
| 2019 | Jenzer Motorsport | BAR | BAR | LEC | LEC | SPI | SPI | SIL | SIL | BUD | BUD | SPA | SPA | MNZ | MNZ | SOC | SOC | 9.º  | 67     | [ 26 ] |
| 2019 | Jenzer Motorsport | 10  | 9   | 7   | 9   | 16  | 11  | 14  | 7   | 9   | 6   | 6   | 2   | 3   | 1   | 12  | 25† | 9.º  | 67     | [ 26 ] |

### Campeonato de Fórmula 2 de la FIA
(Clave) (negrita indica pole position) (cursiva indica vuelta rápida puntuable)

| Año  | Escudería | 1    | 1    | 2    | 2    | 3   | 3   | 4    | 4    | 5    | 5    | 6   | 6   | 7   | 7   | 8   | 8   | 9   | 9   | 10  | 10  | 11   | 11   | 12   | 12   | Pos. | Puntos | Ref.   |
| ---- | --------- | ---- | ---- | ---- | ---- | --- | --- | ---- | ---- | ---- | ---- | --- | --- | --- | --- | --- | --- | --- | --- | --- | --- | ---- | ---- | ---- | ---- | ---- | ------ | ------ |
| 2020 | Carlin    | SPI1 | SPI1 | SPI2 | SPI2 | BUD | BUD | SIL1 | SIL1 | SIL2 | SIL2 | BAR | BAR | SPA | SPA | MNZ | MNZ | MUG | MUG | SOC | SOC | SAK1 | SAK1 | SAK2 | SAK2 | 3.º  | 200    | [ 10 ] |
| 2020 | Carlin    | 18   | 11   | 2    | Ret  | 16  | 18  | 3    | Ret  | 6    | 1    | 4   | 4   | 1   | 9   | 4   | Ret | 16  | 19  | 2   | 6   | 6    | 15   | 1    | 2    | 3.º  | 200    | [ 10 ] |

### Fórmula 1
(Clave) (negrita indica pole position) (cursiva indica vuelta rápida)

| Año     | Escudería                                   | 1      | 2       | 3      | 4       | 5       | 6       | 7      | 8      | 9       | 10     | 11     | 12      | 13      | 14      | 15      | 16      | 17      | 18      | 19     | 20      | 21      | 22     | 23     | 24     | Pos. | Puntos |
| ------- | ------------------------------------------- | ------ | ------- | ------ | ------- | ------- | ------- | ------ | ------ | ------- | ------ | ------ | ------- | ------- | ------- | ------- | ------- | ------- | ------- | ------ | ------- | ------- | ------ | ------ | ------ | ---- | ------ |
| 2021    | Scuderia AlphaTauri Honda                   | BHR 9  | EMI 12  | POR 15 | ESP Ret | MON 16  | AZE 7   | FRA 13 | EST 10 | AUT 12  | GBR 10 | HUN 6  | BEL 15  | NED Ret | ITA DNS | RUS 17  | TUR 14  | USA 9   | MEX Ret | SÃO 15 | QAT 13  | ARA 14  | ABU 4  |        |        | 14.º | 32     |
| 2022    | Scuderia AlphaTauri                         | BHR 8  | ARA DNS | AUS 15 | EMI 7   | MIA 12  | ESP 10  | MON 17 | AZE 13 | CAN Ret | GBR 14 | AUT 15 | FRA Ret | HUN 19  | BEL 13  | NED Ret | ITA 14  | SIN Ret | JPN 13  | USA 10 | MEX Ret | SÃO 17  | ABU 11 |        |        | 17.º | 12     |
| 2023    | Scuderia AlphaTauri                         | BHR 11 | ARA 11  | AUS 10 | AZE 10  | MIA 11  | MON 15  | ESP 12 | CAN 14 | AUT 19  | GBR 16 | HUN 15 | BEL 10  | NED 15  | ITA DNS | SIN Ret | JPN 12  | QAT 15  | USA 8   | MEX 12 | SÃO 96  | LVG 18† | ABU 8  |        |        | 14.º | 17     |
| 2024    | Visa Cash App RB Formula One Team           | BHR 14 | ARA 14  | AUS 7  | JPN 10  | CHN Ret | MIA 78  | EMI 10 | MON 8  | CAN 14  | ESP 19 | AUT 14 | GBR 10  | HUN 9   | BEL 16  | NED 17  | ITA Ret | AZE Ret | SIN 12  | USA 14 | MEX Ret | SÃO 7   | LVG 9  | QAT 13 | ABU 12 | 12.º | 30     |
| 2025*   | Visa Cash App Racing Bulls Formula One Team | AUS 12 | CHN 166 |        |         |         |         |        |        |         |        |        |         |         |         |         |         |         |         |        |         |         |        |        |        | 18.º | 10     |
| 2025*   | Oracle Red Bull Racing                      |        |         | JPN 12 | BHR 9   | ARA Ret | MIA 106 | EMI 10 | MON 17 | ESP 13  | CAN 12 | AUT 16 | GBR 15  | BEL 13  | HUN 17  | NED     | ITA     | AZE     | SIN     | USA    | MEX     | SÃO     | LVG    | QAT    | ABU    | 18.º | 10     |
| Fuente: |                                             |        |         |        |         |         |         |        |        |         |        |        |         |         |         |         |         |         |         |        |         |         |        |        |        |      |        |

- * Temporada en progreso.